# Peter Laraman
Peter Kenneth Laraman (sinh ngày 24 tháng 10 năm 1940) là một cầu thủ bóng đá người Anh thi đấu ở vị trí tiền đạo ở Football League. Ông thi đấu cho đội tuyển Anh ở cấp độ trẻ.